# Chen Feng
Chen Feng, in cinese: 陈峰; (Huozhou, 1953), è un imprenditore cinese, fondatore del conglomerato HNA Group e Hainan Airlines
.

## Biografia
Chen Feng è nato nel giugno 1953 a Huozhou, nella provincia dello Shanxi ed è cresciuto a Pechino, figlio di funzionari di medio rango del Partito Comunista. Durante la Rivoluzione Culturale, Chen ha lavorato per l'Aeronautica Militare dell'Esercito Popolare di Liberazione nel Sichuan; dopo la fine della rivoluzione nel 1979, Feng ha lavorato per la Civil Aviation Administration of China e per il National Air Regulations Bureau in Cina. Nel 1984 ha vinto una borsa di studio per studiare al Lufthansa College of Air Transportation Management in Germania. Nel 1989, ha trovato un posto di lavoro a Haikou all'ufficio prestiti della Banca Mondiale e nel 1990 all'ufficio del trasporto aereo voluto dal Governatore della provincia dello Hainan in seguito allo sviluppo dell'area, un'isola subtropicale nel Golfo del Tonchino, come destinazione turistica. 
Chen ha ottenuto un MBA presso la Maastricht School of Management nei Paesi Bassi nel 1995 e ha studiato alla Harvard Business School nel 2002.
Dopo che gli sforzi della provincia di Hainan per creare una compagnia aerea regionale (Hainan Provincial Airlines) non hanno avuto successo, Chen è stato incaricato di portare competenze e investimenti privati. Chen è stato in grado di raccogliere 250 milioni di yuan (31,25 milioni di dollari) in nuovo capitale, il 75% da 24 investitori istituzionali, il 20% dal personale aziendale esistente e il 5% dal governo di Hainan. Nel 1993 Chen ha lanciato la Hainan Airlines Company Limited, la prima compagnia aerea privata in Cina, quotata anche alla Borsa di Shanghai. 
A causa della crisi finanziaria asiatica del 1997 - che ha causato il crollo di diverse società finanziarie e immobiliari locali - la compagnia aerea è stata ricapitalizzata dal governo di Hainan e ristrutturata, il suo nome è stato cambiato in Hainan Airlines (HNA) Company, Ltd. Ma non è stato sufficiente, la provincia di Hainan è stata particolarmente colpita dalla crisi. Nel 1995, George Soros ha investito 25 milioni di dollari nella compagnia aerea per una quota del 14,8%, diventando il suo maggiore azionista. 

### Hainan Airlines
Nel 2000, il governo nazionale cinese, che incoraggiava le aziende ad acquisire all'estero,  ha imposto la creazione di tre importanti compagnie aeree nazionali: Air China Ltd., China Eastern Airlines Corp e China Southern Airlines, che hanno accelerato i piani di espansione di Chen. Nel 2000, Chen ha co-fondato una holding, il gruppo HNA, insieme al partner Wang Jian, e lo ha utilizzato come veicolo per acquistare, nell'agosto di quell'anno, Chang'an Airlines con sede a Xi'an e nel 2001 China Xinhua Airlines e Shanxi Airlines. Nell'agosto 2001, Hainan Airlines si è fusa con la compagnia di Haikou Aeroporto internazionale di Meilan nella provincia di Hainan. Grazie alle fusioni e acquisizioni, Chen è riuscito a fare della Hainan Airlines il quarto vettore in Cina con una quota di mercato del 15% nel 2012. 
Nel giugno 2006, Chen ha creato un'altra holding, Grand China Airlines Holdings, per detenere la compagnia aerea beni del Gruppo HNA - allora composto da 100 aerei e 30 miliardi di yuan (3,75 miliardi di dollari USA) in attività - permettendo al Gruppo HNA di espandersi in altre linee di business. All'epoca, Chen possedeva il 32,75% di Grand China Airline Holdings. Nel 2012, il gruppo HNA ha registrato un fatturato di 17,5 miliardi di dollari e un utile ante imposte di 837 milioni di dollari. 

### Gruppo HNA
Chen è stato in grado, utilizzando la sua holding, il gruppo HNA, come principale veicolo di acquisto, a effettuare un robusto shopping internazionale da 40 miliardi di dollari ampliando le sue attività nella logistica, vendita al dettaglio, proprietà immobiliari, turismo e servizi finanziari. Commentando la crescita futura, Chen ha dichiarato nel 2014: "Entro il 2020, possiamo diventare una delle prime 100 società ed entro il 2030, vogliamo essere una delle prime 50... Le risorse sono ancora a buon mercato negli Stati Uniti e in Europa, e continueremo ad acquisirle. Abbiamo bisogno di un gruppo di aziende di livello mondiale che emergano dalla Cina per aiutare la crescita del Paese, e HNA sarà una di quelle. Vogliamo essere ovunque". 
Secondo il sito web del Gruppo HNA, nel 2015 il Gruppo HNA comprendeva partecipazioni di controllo in 11 società quotate, ricavi per 190 miliardi di RMB (25,6 miliardi di dollari), asset del gruppo per 600 miliardi di RMB e oltre 180.000 dipendenti in tutto il mondo. Era diventato il maggiore azionista di Deutsche Bank con più del 7% e un socio importante di Hilton Worldwide Holdings con il 25%. All'inizio del 2017 il gruppo cinese occupava la 171ª posizione nella classifica Forbes delle società più grandi del mondo ma aveva anche un debito di circa 110 miliardi di dollari. Era cambiato anche il clima politico, con Xi Jinping che imponeva di contenere i rischi e le banche che restringevano i crediti. 
A maggio 2017 le azioni del Gruppo HNA sono calano del 16,7%, il più grande calo dal 18 novembre 2015, a seguito delle accuse di Guo Wengui relative a lotte intestine e illeciti dei leader cinesi, sebbene non sia stato possibile stabilire il nesso di causalità diretto. Nel 2020 le autorità hanno assunto il controllo della società per cercare di razionalizzare i costi. Senza successo: nel febbraio 2021 è stata presentata istanza di bancarotta prima di avviare un nuovo piano di ristrutturazione e Cheng Fen è stato estromesso definitivamente.

## Vita privata
Chen è buddista, non beve né fuma.